# Udo-Dieter Wange
Udo-Dieter Wange (né le 31 octobre 1928 à Berlin-Schöneberg, mort le 24 février 2005) est un homme politique est-allemand, ministre des Collectivités locales et de l'industrie agroalimentaire (Ministerium für Bezirksgeleitete Industrie und Lebensmittelindustrie) de 1974 à 1989.

## Biographie
À 16 ans, il intègre la Wehrmacht puis la Luftwaffe. Après la guerre, il devient employé administratif. Wange rejoint en 1945 le KPD, en 1946 le SED et en 1947 le FDJ et son bureau à Berlin-Schöneberg. En 1948, il entre dans la Commission économique allemande (de) et l'année suivante est haut fonctionnaire au sein du ministère du commerce intérieur. De 1950 à 1954, il suit un enseignement par correspondance de l'Académie allemande de sciences politiques et juridiques Walter Ulbricht et sort diplômé en économie. En parallèle, il occupe divers postes dans le domaine de l'approvisionnement en matériel. En 1953, il est nommé secrétaire d'État à l'Administration de la réserve d'État. Jusqu'en 1955, il tient l'intérim de la Commission d'État au Plan (de). Entre 1955 et 1965, il fait partie comme vice-président de la Cour d'État, obtient un diplôme en droit et de juriste puis finalement un doctorat en droit à l'université de Leipzig. En 1965, il est chef du département de gestion du matériel et du commerce international dans l'économie nationale.
En 1971, il est d'abord secrétaire d'État des Collectivités locales et de l'Industrie agroalimentaire et devient ministre en 1974. La même année, Wange dirige la délégation est-allemande à la commission permanente du Conseil d'assistance économique mutuelle et en 1976 membre de la Commission économique au bureau politique du Comité central du SED. En 1981, il est candidat et entre 1986 et 1989 membre de ce Comité central.
En 1965, il reçoit la médaille de bronze de l'ordre du Mérite patriotique, celle en or en 1977.